# Washington Examiner
Washington Examiner é um sítio eletrônico de jornalismo político americano e uma revista semanal com sede em Washington, D.C. É de propriedade da MediaDC, subsidiária do Clarity Media Group, de Philip Anschutz.
De 2005 a meados de 2013, o Examiner publicou um jornal diário do tamanho de um tabloide, distribuído por toda a área metropolitana de Washington, D.C. Na época, o jornal se concentrava principalmente em notícias e comentários políticos locais. O jornal local deixou de ser publicado em 14 de junho de 2013, e seu conteúdo começou a se concentrar exclusivamente na política nacional, passando sua edição impressa de um jornal diário para um formato de revista semanal.
O Examiner é conhecido por sua postura política conservadora e apresenta muitos escritores conservadores conhecidos.

## História

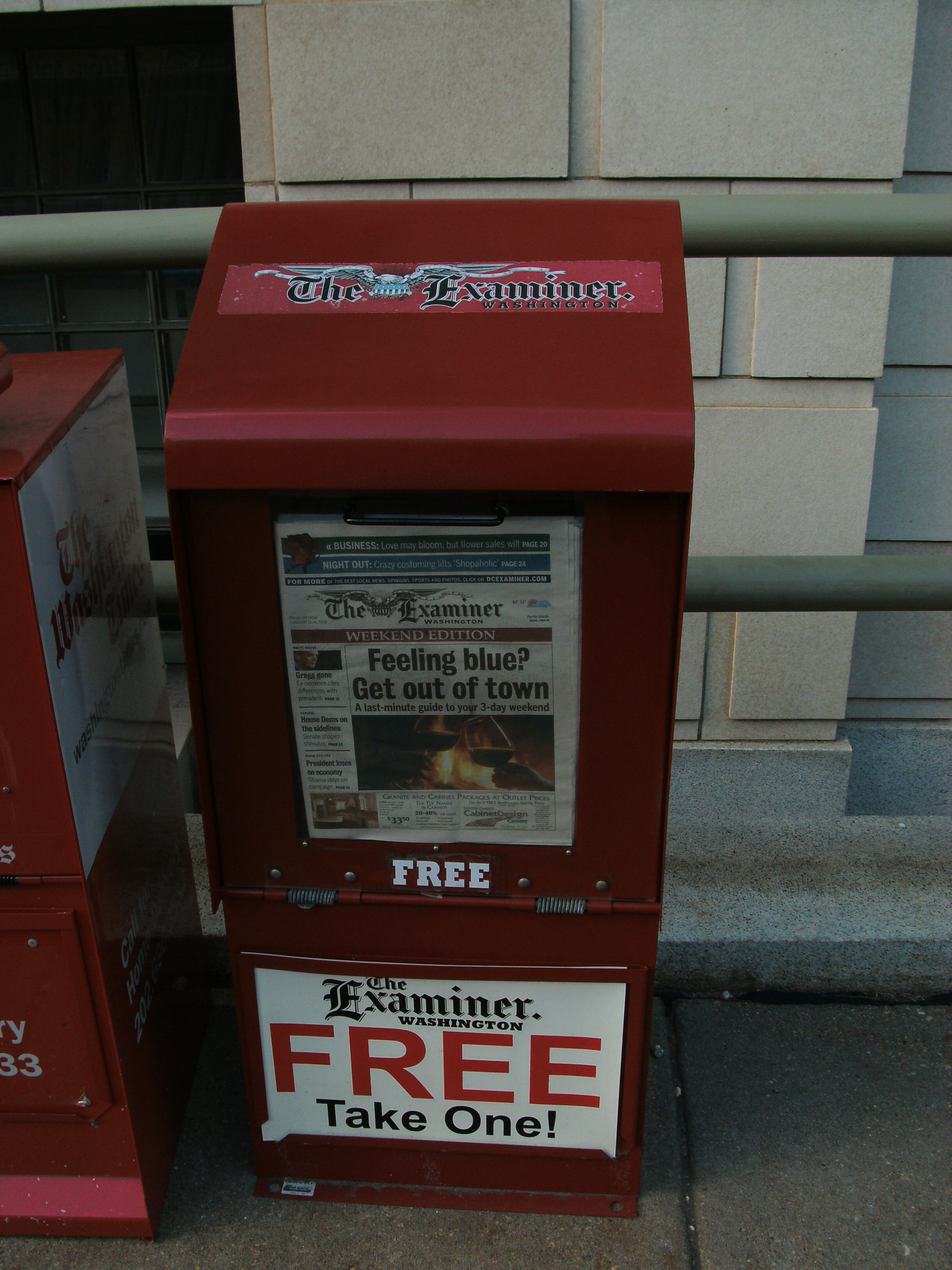
Um distribuidor do Washington Examiner, desde o momento em que o jornal era um tablóide diário gratuito

A publicação agora conhecida como The Washington Examiner começou sua vida como um punhado de agências de notícias suburbanas conhecidas como Journal Journalpapers, distribuídas apenas nos subúrbios de Washington: Montgomery Journal, Prince George's Journal e Northern Virginia Journal. Philip Anschutz comprou a empresa-mãe, Journal Newspapers Inc., em outubro de 2004. Em 1 de fevereiro de 2005, o nome do jornal mudou para The Washington Examiner e adotou um logotipo e formato semelhantes aos de outro jornal então pertencente à Anschutz, The San Francisco Examiner.
O Washington Examiner tornou-se cada vez mais influente em círculos políticos conservadores, contratando grande parte do talento do The Washington Times. O site DCist escreveu em março de 2013 "Apesar da inclinação da direita das páginas editoriais [do Eximiner] e das manchetes sensacionalistas da primeira página, ele também construiu uma reputação de ser uma das melhores seções locais em Washington". A cobertura local do jornal também ganhou fama, incluindo uma redação do The New York Times, por contribuir para a prisão de mais de 50 fugitivos por meio de um recurso que a cada semana destacava uma pessoa diferente procurada pelas agências policiais.
Foi anunciado em março de 2013 que o jornal interromperia sua edição impressa diária em junho e se concentraria na política nacional, convertendo sua edição impressa em uma revista semanal e continuando a publicar em seu sítio. O novo formato foi comparado ao de The Hill. Em dezembro de 2018, a Clarity Media anunciou que a revista se tornaria uma revista impressa expandida e disponível ao público.

## Distribuição e leitores
A editora da revista disse em 2013 que agora procuraria distribuir a revista para pelo menos "45 mil profissionais do governo, assuntos públicos, advocacia, advocacia, academia e políticos". A editora também alegou leitores ' Examiner é mais propensos a assinar uma petição, entre em contato com um político, assistir a uma reunião política, ou participar de um grupo de defesa do governo do que os dos Roll Call, Politico, ou o Hill. De acordo com sua editora, o Examiner tem um público com alto rendimento e alta escolaridade, com 26% com mestrado ou pós-graduação e uma grande porcentagem ganhando mais de quinhentos mil dólares anualmente, provavelmente trabalhando em cargos executivos ou de gerência sênior.

## Conteúdo e postura editorial
O Examiner foi descrito como e é amplamente considerado conservador. Quando Anschutz iniciou o Examiner pela primeira vez em seu formato de jornal diário, ele imaginou criar um concorrente no The Washington Post com uma linha editorial conservadora . Segundo Politico, "Quando se tratava da página editorial, as instruções de Anschutz eram explícitas – ele 'não queria nada além de colunas conservadoras e escritores conservadores de artigos editoriais', disse um ex-funcionário." Escritores do Examiner têm incluído Michael Barone, Tim Cavanaugh, David Freddoso, Tara Palmeri, Bill Sammon, Rudy Takala, e Byron York.
O Examiner endossou John McCain nas eleições presidenciais de 2008 e Adrian Fenty nas primárias democratas para prefeito em 2010. Em 14 de dezembro de 2011, o jornal endossou Mitt Romney na indicação presidencial republicana de 2012, publicando um editorial dizendo que ele era o único republicano que poderia derrotar Barack Obama nas eleições gerais.

### Histórias anti-imigração
Em janeiro de 2019, o Washington Examiner publicou uma história com a manchete: "Fazendeiro da fronteira: 'Encontramos tapetes de oração por aqui. É irreal'." Pouco tempo depois, o presidente Donald Trump citou a história como outra justificativa para um muro de fronteira em meio à paralisação do governo federal 2018-2019. A história em questão citou um fazendeiro anônimo que não ofereceu evidências desses tapetes de oração muçulmanos, como fotos. A história não forneceu detalhes sobre como o fazendeiro sabia que os tapetes em questão eram tapetes de oração muçulmanos. O autor da história trabalhou anteriormente como secretário de imprensa do grupo anti-imigração Federation for American Immigration Reform. Histórias de tapetes de oração muçulmanos na fronteira são mitos urbanos que frequentemente aparecem desde pelo menos 2005, mas sem evidências para comprovar as alegações. O Examiner nunca emitiu um esclarecimento ou retirou a história.
Em abril de 2019, Quartz informou que o conselheiro da Casa Branca Stephen Miller havia propositalmente vazando informações sobre apreensões de fronteira e solicitantes de asilo para o Washington Examiner, para que o jornal publicasse histórias com estatísticas alarmantes que às vezes criticavam o secretário do DHS Kirstjen Nielsen, que ele poderia mostrar Trump e minar sua posição. A Nielsen foi demitida em abril de 2019 por supostamente não ser suficientemente hawkish na imigração.

### Falsa história sobre oNew York Times
Em 20 de junho de 2019, o jornal noticiou falsamente que o New York Times havia "fornecido informações" ao FBI sobre Jared Kushner, genro do presidente Donald Trump. O documento emitiu uma grande correção em um dia. Antes da correção, Trump twittou: "Acabei de revelar que o New York Times fracassado e desesperado estava alimentando histórias falsas sobre mim e aquelas associadas a mim, ao FBI", que foi retuitado mais de 20.000 vezes.

### Das Alterações Climáticas
Após a controvérsia do Climategate, o Washington Examiner publicou um artigo que dizia sobre ciência climática: "Suspeito que daqui a algumas décadas as pessoas olhem para trás e se perguntem por que tantas elites governamentais, corporativas e de mídia foram atraídas por propaganda baseada em evidências tão desonestas e desonestas". As alegações sobre a base da suposta controvérsia foram rapidamente desmascaradas. O consenso científico de que o aquecimento global está ocorrendo como resultado da atividade humana permaneceu inalterado ao longo das investigações.
Em 2017, o conselho editorial de Washington Examiner apoiou a retirada unilateral do Presidente Trump dos Acordos Climáticos de Paris, que o conselho editorial do Examiner descreveu como "um grande conjunto chamativo de promessas vazias... O clima da Terra está mudando, como sempre. E parte da razão pela qual está mudando se deve à atividade humana. Mas esses dois fatos não são desculpas nem para alarmismo e ação reflexiva, mas ineficaz, nem para sacrificar a soberania para dar aos políticos um burburinho de curto prazo de virtude falsa e guerrilhas verdes outra arma com a qual emboscar a elaboração de políticas democráticas."
Em 31 de agosto de 2019, o Examiner publicou um editorial, intitulado "O grande fracasso dos modelos climáticos", que alegava que os modelos climáticos amplamente aceitos não eram ferramentas científicas válidas. Os cientistas descreveram o artigo de Washington Examiner como altamente enganador, observando que havia inúmeras afirmações falsas e dados selecionados no artigo.

Em 23 de setembro de 2019, o Examiner publicou uma matéria que afirmava que os protestos contra o aquecimento global são realmente um Cavalo de Troia destinado a acabar com o capitalismo e promover o socialismo. Criticou a ativista Greta Thunberg, de 16 anos, que acabara de se dirigir à Assembleia Geral das Nações Unidas por sua "retórica apocalíptica" que foi além do que caracterizou como "provocador de medo e alarmismo" em relação às conseqüências finais previstas do aquecimento global, a fim de "atacar especificamente o capitalismo, o lucro e os mercados como causa raiz do problema".